# Anundsjö socken
Anundsjö socken (sydsamiska: Aanege Tjïelte) i Ångermanland ingår sedan 1971 i Örnsköldsviks kommun och motsvarar från 2016 Anundsjö distrikt.
Socknens areal är 2 628,90 kvadratkilometer, varav 2 520,60 land. År 2000 fanns här 4 503 invånare. Tätorten Mellansel, småorterna Myckelgensjö, Norrflärke och Solberg samt tätorten och kyrkbyn Bredbyn med sockenkyrkan Anundsjö kyrka ligger i socknen. 

## Administrativ historik
Anundsjö socken bildades i slutet av 1400-talet genom utbrytning ur Själevads socken.
Gränsen till Lycksele socken i Lappland fastställdes 1830. Lappmarksförsamlingarnas område i Västernorrlands län överfördes till Anundsjö 28 november 1868 från Åsele socken och Fredrika socken: Holmträsk, Lägsta, Mossaträsk, Solberg, Tjäl, Tjärn, Svartsjö, Holmsjön, Stavberg och Trehörningsjö.
Vid kommunreformen 1862 övergick socknens ansvar för de kyrkliga frågorna till Anundsjö församling och för de borgerliga frågorna bildades Anundsjö landskommun. Landskommunen inkorporerade 1952 Skorpeds landskommun och uppgick 1971 i Örnsköldsviks kommun.
1 januari 2016 inrättades distriktet Anundsjö, med samma omfattning som församlingen hade 1999/2000.  
Socknen har tillhört fögderier, tingslag och domsagor enligt vad som beskrivs i artikeln Ångermanland.  De indelta båtsmännen tillhörde Andra Norrlands andradels båtsmanskompani.

## Geografi
Anundsjö socken ligger i inlandet, i söder kring Anundsjösjön och dess tillflöden. Socknen har odlingsbygd vid sjön och åarna och är i övrigt en höglänt skogsbygd med höjder som i Solberget når 593 meter över havet.

## Fornlämningar
Ett hundratal boplatser från stenåldern har återfunnits och omkring 350 fångstgropar har påträffats.

## Namnet
Namnet (1535 Annaannssijö) kommer från sjön som är bildat till A(r)na, det gamla namnet på Moälven. Ånamnet kan möjligen innehålla arin, 'grusö, grusig mark'.

## Befolkningsutveckling
| Befolkningsutvecklingen i Anundsjö socken 1780–1990                                                      | Befolkningsutvecklingen i Anundsjö socken 1780–1990 | Befolkningsutvecklingen i Anundsjö socken 1780–1990 | Befolkningsutvecklingen i Anundsjö socken 1780–1990 | Befolkningsutvecklingen i Anundsjö socken 1780–1990 |
| --- | --------------------------------------------------- | --------------------------------------------------- | --------------------------------------------------- | --------------------------------------------------- |
| |                                                     |                                                     |                                                     |                                                     |
| År |                                                     |                                                     | Folkmängd                                           |                                                     |
| 1780 | 1780                                                |                                                     | 1 284                                               |                                                     |
| 1790 | 1790                                                |                                                     | 1 407                                               |                                                     |
| 1800 | 1800                                                |                                                     | 1 589                                               |                                                     |
| 1810 | 1810                                                |                                                     | 1 845                                               |                                                     |
| 1820 | 1820                                                |                                                     | 2 029                                               |                                                     |
| 1830 | 1830                                                |                                                     | 2 335                                               |                                                     |
| 1840 | 1840                                                |                                                     | 2 604                                               |                                                     |
| 1850 | 1850                                                |                                                     | 2 936                                               |                                                     |
| 1860 | 1860                                                |                                                     | 3 211                                               |                                                     |
| 1870 | 1870                                                |                                                     | 3 826                                               |                                                     |
| 1880 | 1880                                                |                                                     | 4 385                                               |                                                     |
| 1890 | 1890                                                |                                                     | 5 742                                               |                                                     |
| 1900 | 1900                                                |                                                     | 6 715                                               |                                                     |
| 1910 | 1910                                                |                                                     | 7 688                                               |                                                     |
| 1920 | 1920                                                |                                                     | 8 252                                               |                                                     |
| 1930 | 1930                                                |                                                     | 8 527                                               |                                                     |
| 1940 | 1940                                                |                                                     | 8 437                                               |                                                     |
| 1950 | 1950                                                |                                                     | 8 202                                               |                                                     |
| 1960 | 1960                                                |                                                     | 7 487                                               |                                                     |
| 1970 | 1970                                                |                                                     | 6 722                                               |                                                     |
| 1980 | 1980                                                |                                                     | 6 048                                               |                                                     |
| 1990 | 1990                                                |                                                     | 5 318                                               |                                                     |
| Anm: Källor: Umeå universitet - Tabellverket 1749-1859, Demografiska databasen, CEDAR, Umeå universitet. |                                                     |                                                     |                                                     |                                                     |